# If I Was Your Girlfriend
If I Was Your Girlfriend is de tweede single van het dubbelalbum Sign “☮” the Times uit 1987 van de Amerikaanse artiest Prince. Hoewel het nu tot de bekendste nummers van Prince hoort, deed het nummer het indertijd niet bijster goed in de Amerikaanse hitlijsten. Dit kwam waarschijnlijk door de gebruikte androgyne falsetto van Prince. Het nummer is oorspronkelijk geschreven voor het Camille-project uit 1986, dat zou worden uitgegeven onder het vrouwelijke alter-ego Camille. Desondanks is de tekst geschreven vanuit het perspectief van een man naar een vrouw, waarin de mogelijkheden tot een intiemere relatie worden verkend. Muzikaal gezien is het nummer gebouwd op een bas- en drumpatroon gepunteerd met een keyboardlijn die een ongelukkig gevoel oproept. De versnelde vocals van Prince zijn emotioneel en oprecht.
De B-kant van de single is een ander Camille-nummer genaamd Shockadelica. Het nummer is oorspronkelijk geschreven als reactie op een album met dezelfde naam van Jesse Johnson, een voormalig lid van The Time. Prince had het album van Johnson beluisterd en gaf als commentaar dat een geweldig album ook een geweldig titelnummer nodig had. Johnson was het hiermee niet eens, dus nam Prince het nummer zelf op en liet het afspelen op een radiostation in Minneapolis. Bij het grote publiek ontstond het idee dat Johnson Prince' idee had gekopieerd, wat voor ruzie zorgde tussen Johnson en Prince.
Shockadelica stond in eerste instantie gepland voor het Camille-album. In de tekst van het nummer wordt dan ook gerefereerd aan Camille. Toen het Camille-album werd geschrapt ten gunste van Crystal Ball (niet het compilatiealbum uit 1997/1998) kwam Shockadelica weer naar boven, maar werd van de nummerlijst van Sign “☮” the Times verwijderd. Uiteindelijk belandde het nummer als B-kant op If I Was Your Girlfriend en later op Prince eerste compilatiealbum The Hits/The B-Sides.
Shockadelica is een pop-funknummer met een drumpatroon dat gelijk is aan die van het nummer Housequake van het Sign “☮” the Times album. Een funkachtige gitaarriff loopt door het gehele nummer heen. Daarnaast komen er nog enkele gitaarsolo's in voor. Het nummer heeft een sneller ritme dan If I Was Your Girlfriend en de versnelde vocals van Prince zijn soms zelfs grappig. Het thema van het nummer is een vrouw met een hypnotische aantrekkingskracht. De 12"-single is de complete versie van het nummer, terwijl de versie van The Hits/The B-Sides een edit is.
Het nummer If I Was Your Girlfriend werd gecoverd voor het album CrazySexyCool van TLC, dat werd uitgebracht in 1994.
In 2003 werden enkele regels uit het nummer gebruikt voor het nummer Bonnie & Clyde '03 van Jay-Z en Beyoncé. Bonnie & Clyde '03 is door Prince geschreven, waarbij hij tevens gebruikmaakte van het nummer Me & My Girlfriend van Tupac.

## NPO Radio 2 Top 2000
If I Was Your Girlfriend stond alleen in 2016 in de NPO Radio 2 Top 2000, op plek 1365.